# Ebeko
Der Ebeko (russisch Эбеко) ist ein aktiver Vulkan vom Somma-Typ im Norden der Kurileninsel Paramuschir. Drei Gipfelkrater entlang einer in SSW-NNO verlaufenden Richtung bilden den eigentlichen Vulkan, der das nördliche Ende eines Komplexes von fünf Vulkankegeln am Nordende der Insel Paramuschir einnimmt. Im Gipfelbereich finden sich zahlreiche Solfataren. Der Zentralkrater enthält einen größeren See.
Zwischen 1793 und 1991 wurden elf Ausbrüche verzeichnet, die in Form kleiner bis mittelschwerer explosiver Eruptionen aus den Gipfelkratern erfolgten. Der bislang letzte Ausbruch fand im August 2024 statt und ging mit einer 2,5 Kilometer hohen Aschewolke einher. Die nur etwa sechs bis sieben Kilometer von den aktiven Kratern entfernte Stadt Sewero-Kurilsk wird häufig von Asche- und Gasemissionen erreicht.